# Norman Bel Geddes
Norman Bel Geddes, pseudonyme de Norman Melancton Geddes (27 avril 1893 - 9 mai 1958) est un décorateur de théâtre et un des pionniers du design industriel aux États-Unis durant les années 1930.

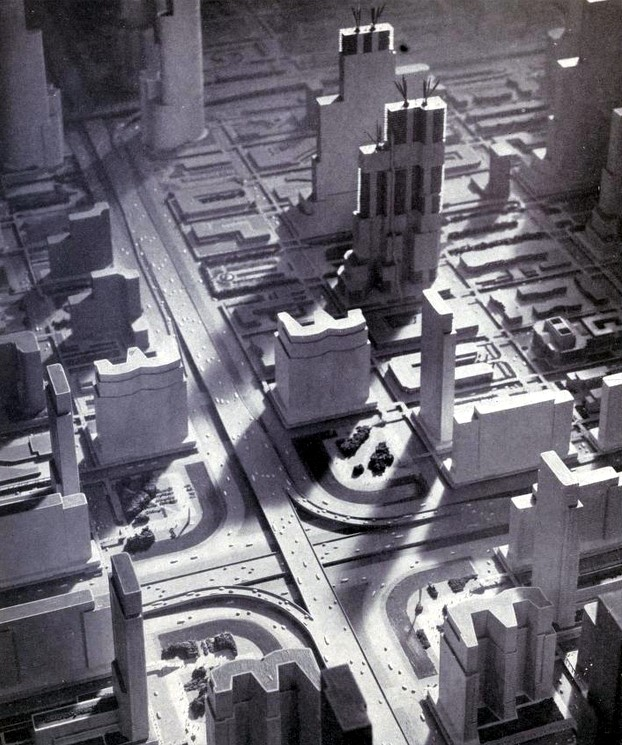
La cité du futur, pavillon Futurama, Foire internationale de New York 1939-1940.

En 1916, il épouse Helen Belle Schneider dont il combine le nom (Belle) avec le sien (Geddes).
Il est le père de l'actrice Barbara Bel Geddes.

## Ses débuts
Norman Bel Geddes, fils de Clifton Terry Geddes et Flora Luella Yingling, grandit dans le Michigan au sein d'une famille modeste. Sa mère le sensibilisa tout particulièrement à l'art et au théâtre.
Il commence sa carrière en 1916 comme créateur de décors pour le théâtre à Los Angeles puis à New York. Il y sera très réputé notamment sur Broadway et travaillera entre autres avec le metteur en scène de théâtre Max Reinhardt. Il était convaincu que la disposition de la scène, son éclairage et décor en général devait correspondre au climat émotionnel de la pièce qui y serait joué. 
Bel Geddes n'abandonnera jamais totalement ce milieu. 
Durant les années 1920, il travaille aussi pour plusieurs agences de publicité notamment à Détroit (Michigan). Il produit alors des illustrations de type "impressionniste" pour l'industrie automobile. Il réalise aussi des vitrines pour des magasins de mode à New York, comme celle de Franklin Simon en 1927.

## Sa carrière de designer industriel
À la fin des années 1920, à la suite de diverses sollicitations de la part d'entreprises, Bel Geddes se tourne vers le design industriel. Dans un contexte post Grande Dépression, les chefs d'entreprise américains commencent à envisager de faire appel à un élément extérieur à leurs firmes pour moderniser leurs produits et relancer les ventes. 
Le métier de designer industriel est né et Norman Bel Geddes en sera l'un des premiers représentants avec Raymond Loewy, Walter Dorwin Teague ou Henry Dreyfuss. En 1927, il ouvre son agence de consultant en design à New York. Il prône alors le développement de l'esthétique "streamline" ou aérodynamique aux États-Unis, dont il sera le plus utopiste des représentants. En 1932, il rédige son traité : Horizons qui deviendra un best seller et influencera toute une génération de designers.

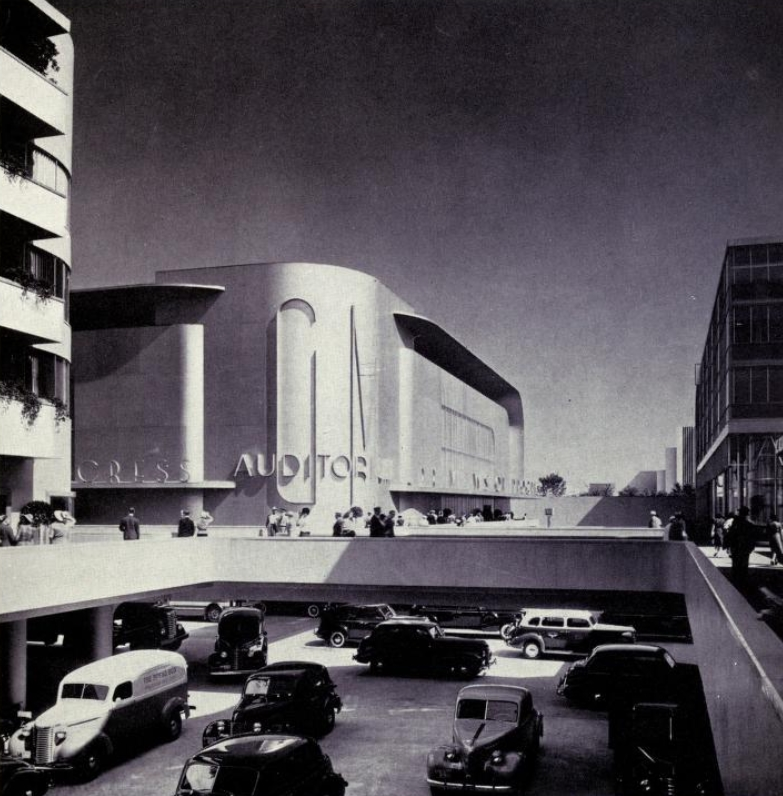
Intersection dans la Cité du futur, pavillon Futurama.

Ses travaux furent largement influencés par les relations étroites qu'il entretient avec des architectes tels qu'Erich Mendelsohn, Frank Lloyd Wright ou Claude Fayette Bragdon. Bel Geddes déclarait que l'architecture était la meilleure expression de son temps. Il cherche lui-même ardemment à obtenir une licence d'architecte, ce que les institutions lui refuseront toujours au motif qu'il manque de connaissances techniques : Bel Geddes n'a pas été en école d'architecture . Cela ne l'empêchera pas de concevoir de nombreuses architectures, dont très peu seront construites. Au titre des exceptions prestigieuses, on compte par exemple le pavillon de General Motors à la Foire internationale de New York 1939-1940, connu sous le nom de Futurama, et qu'il réalise en collaboration avec Albert Kahn .
À la différence des autres designers industriels des années 1930, Bel Geddes ne réalise que peu d'objets produits en série. Néanmoins, son optimisme et sa créativité génèrent des œuvres au caractère souvent futuriste qui seront le déclencheur de la propagation de la mode "streamline" au Mexique.

## Horizons
Cet ouvrage connaît un succès fulgurant dès sa parution en 1932. Il devient une référence pour les designers industriels de son époque. L'auteur y présente les avancées scientifiques notamment en matière d'aérodynamique dans le but de prouver la pertinence de l'application de la forme streamline aux objets industriels tels que les véhicules, les objets domestiques mais également à l'architecture.
Les dessins visionnaires réalisés par Bel Geddes et présentés dans ce traité seront une source d'inspiration majeure pour les designers postérieurs. On peut par exemple admirer son Ocean Liner, un immense bateau de plaisance dont le profilage global, coque et parties supérieures, est conçu pour subir une moindre résistance aux fluides et ainsi naviguer plus rapidement sur les mers. Il est également agrémenté d'une piscine, une salle de tennis, une promenade et autres pièces incongrues pour ce type de véhicule. Il ne sera évidemment jamais réalisé cependant il influencera des compagnies maritimes comme la Puget Sound de San Francisco qui réalisera en 1935 son ferry MV Kalakala1 sur le modèle de Bel Geddes.
Plusieurs dirigeants d'entreprises durant les années 1930 suggéreront la lecture de cet ouvrage à leurs employés.